# Patrick Pemberton
Patrick Alberto Pemberton Bernard (ur. 24 kwietnia 1982) – kostarykański piłkarz grający na pozycji bramkarza. Od 2005 jest zawodnikiem klubu LD Alajuelense.

## Kariera klubowa
Swoją karierę piłkarską Pemberton rozpoczął w klubie LD Alajuelense. Nie zadebiutował w nim jednak w rozgrywkach kostarykańskiej Primera División. W 2004 roku odszedł do AD Carmelita, a w 2005 roku wrócił do Alajuelense. Swój debiut w nim zanotował w sezonie 2006/2007. W sezonie 2010/2011 stał się podstawowym bramkarzem Alajuelense. Wraz z tym klubem wywalczył mistrzostwa fazy Invierno (2010/2011, 2011/2012 i 2012/2013) oraz fazy Verano (2010/2011).
| Sezon   | Klub           | Kraj      | Rozgrywki        | Mecze | Bramki |
| ------- | -------------- | --------- | ---------------- | ----- | ------ |
| 2003/04 | LD Alajuelense | Kostaryka | Primera División | 0     | 0      |
| 2004/05 | AD Carmelita   | Kostaryka | Primera División | 14    | 0      |
| 2005/06 | LD Alajuelense | Kostaryka | Primera División | 0     | 0      |
| 2006/07 | LD Alajuelense | Kostaryka | Primera División | 1     | 0      |
| 2007/08 | LD Alajuelense | Kostaryka | Primera División | 9     | 0      |
| 2008/09 | LD Alajuelense | Kostaryka | Primera División | 14    | 0      |
| 2009/10 | LD Alajuelense | Kostaryka | Primera División | 0     | 0      |
| 2010/11 | LD Alajuelense | Kostaryka | Primera División | 23    | 0      |
| 2011/12 | LD Alajuelense | Kostaryka | Primera División | 34    | 0      |
| 2012/13 | LD Alajuelense | Kostaryka | Primera División | 37    | 0      |
| 2013/14 | LD Alajuelense | Kostaryka | Primera División | 31    | 0      |

## Kariera reprezentacyjna
W reprezentacji Kostaryki Pemberton zadebiutował w 2010 roku. W 2013 roku wygrał z nią Copa Centroamericana 2013. W tym samym roku dostał powołanie do kadry na Złoty Puchar CONCACAF 2013.